# Moussa Latoundji
Moussa Latoundji (Porto-Novo, 13 agosto 1978) è un allenatore di calcio ed ex calciatore beninese, di ruolo centrocampista, attualmente componente dello staff del c.t. della Nazionale beninese.

## Caratteristiche tecniche
Era un centrocampista centrale.

## Carriera

### Giocatore

#### Club
Ha cominciato a giocare in patria, al Dragons. Nel 1997 si è trasferito in Nigeria, al Julius Berger. Nel gennaio 1998 è stato acquistato dal Metz 2. Dopo una buona stagione, si è trasferito all'Energie Cottbus, in cui ha militato fino al 2004.

#### Nazionale
Ha debuttato in Nazionale nel 1993. Ha partecipato, con la maglia della Nazionale, alla Coppa d'Africa 2004, in cui segna un gol durante il primo turno.

### Allenatore
Ha cominciato la propria carriera da allenatore nel 2005, come allenatore dell'Union Berlino II. Nel 2007 diventa vice allenatore del Ludwigsfelder. Nel 2009 diventa giocatore-allenatore del Dragons. Nel 1998 fu ingaggiato dal Cosenza Calcio per scovare giovani talenti in Benin. Nel 2010 diventa tecnico del Kraké. Nel 2013 firma un contratto con il Centre Mbèrie. L'8 settembre 2018 diventa ufficialmente assistente del c.t. della Nazionale beninese.

## Palmarès

### Giocatore

#### Club

##### Competizioni nazionali
- Campionato di calcio del Benin: 2

Dragons: 1993, 1994